# Канева, Ирина Трофимовна
Ири́на Трофи́мовна Канева (12 февраля 1935, Дмитриев, Курская область — 15 сентября 2020, Санкт-Петербург) — советский и российский лингвист, востоковед-ассириолог, шумеролог, доктор филологических наук, ведущий научный сотрудник Института восточных рукописей РАН (до 2013 г.), специалист по шумерской грамматике.

## Биография
Ирина Трофимовна Канева родилась 12 февраля 1935 г. в г. Дмитриев Курской области. В 1957 г. окончила восточный факультет Ленинградского государственного университета. Специализировалась по кафедре истории стран Древнего Востока. Училась вместе с В. К. Афанасьевой и Р. А. Грибовым. Её учителями были В. В. Струве и И. М. Дьяконов. После окончания университета в 1958—1960 гг. училась в аспирантуре ЛО Института народов Азии АН СССР (ныне — Институт востоковедения РАН) в секторе Древнего Востока.
В 1965 г. под руководством И. М. Дьяконова защитила кандидатскую диссертацию «Спряжение шумерского глагола. (На материале текстов героического эпоса)».
В 1960—2013 гг. была научным сотрудником, затем старшим и ведущим научным сотрудником Ленинградского отделения Института востоковедения АН СССР (РАН).
В 1998 г. защитила докторскую диссертацию по монографии «Шумерский язык» (1996).
В 2013 г. вышла на пенсию.
Скончалась 15 сентября 2020 года.

## Научная деятельность
Основная сфера научных интересов — исследование грамматического строя шумерского языка.
Первые публикации были посвящены глаголам движения и падежам шумерского языка. Начиная с 70-х годов работала над собственной грамматикой шумерского языка. Книга вышла в 1996 г., была переиздана в 2006 г. На основе этого исследования была защищена докторская диссертация. С конца 90-х годов выходили статьи по различным проблемам синтаксиса: особенностям сложносочиненных предложений, неполных предложениях, прямой речи, вставных предложений, сравнительных оборотов, придаточных предложений, сравнительных оборотов.
Переводы шумерских текстов Каневой были необходимы для самостоятельных выводов о тех или иных аспектах языка. В 1964 г. был переведен эпос «Энмеркар и владыка Аратты» (единственный шумерский эпос, переведенный на русский язык), в 1966 — школьный текст «Писец и его непутевый сын», в дальнейшем переводились хозяйственный тексты III династии Ура.

## Основные работы
- Шумерский героический эпос (транслитерация, перевод, комментарий и вводные статьи) // ВДИ. 1964. № 3. С. 243—267; № 4. С. 189—225.
- Глаголы движения (на материале героико-эпических текстов) // Ассириология и египтология. Л., 1964. С. 51-59.
- Participles in Sumerian // Mitteilungen des Instituts für Orientforschung. Bd. 16. Hft. 4. B., 1970. S. 541—565.
- Орудийно-отложительный падеж в шумерском языке// ППиПИКНВ. М., 1974, Ч. II. С.134-137.
- Из истории шумерской падежной системы (функции орудийно-отложительного падежа) // Древний Восток. Сб. 3. М., 1978. С. 47-54.
- Глагольные конструкции обладания в шумерском языке // Древний Восток. Сб. 4. Ереван, 1983. С. 54-58.
- Словоформа r-ed-e в шумерском языке // ППиПИКНВ. М., 1988. Вып. 22. Ч. II. С. 97-101.
- Условные предложения и их эквиваленты в шумерском языке // ППиПИКНВ. М., 1991. Ч.I I. С. 121—129.
- Прямая речь в шумерском языке // Проблема изучения дальнего родства родственных языков на рубеже III тыс. М., 2000.
- Об образовании глаголов в шумерском языке // ВДИ. 2004. № 2. С. 89-94.
- Шумерское числительное «один»: функции и значения // «Эдубба вечна и постоянна», материалы конференции, посвященной 90-летию со дня рождения И. М. Дьяконова. СПб., 2005. С. 94-98.
- Сравнительные обороты в шумерском языке // Письменные памятники Востока. 1 (8). 2008. С. 147—153.
- Шумерский язык. СПб., 1996. 214 с. (2-е изд. — 2006)
- К вопросу о неполных предложениях в шумерском (на материале хозяйственных текстов) // Письменные памятники Востока. 1(14). 2011. С. 86-93.
- Вставные предложения (на материале текстов позднешумерского периода) // Письменные памятники Востока. 1(18). 2013. С. 138—148[4].